# Bisdom Ziguinchor

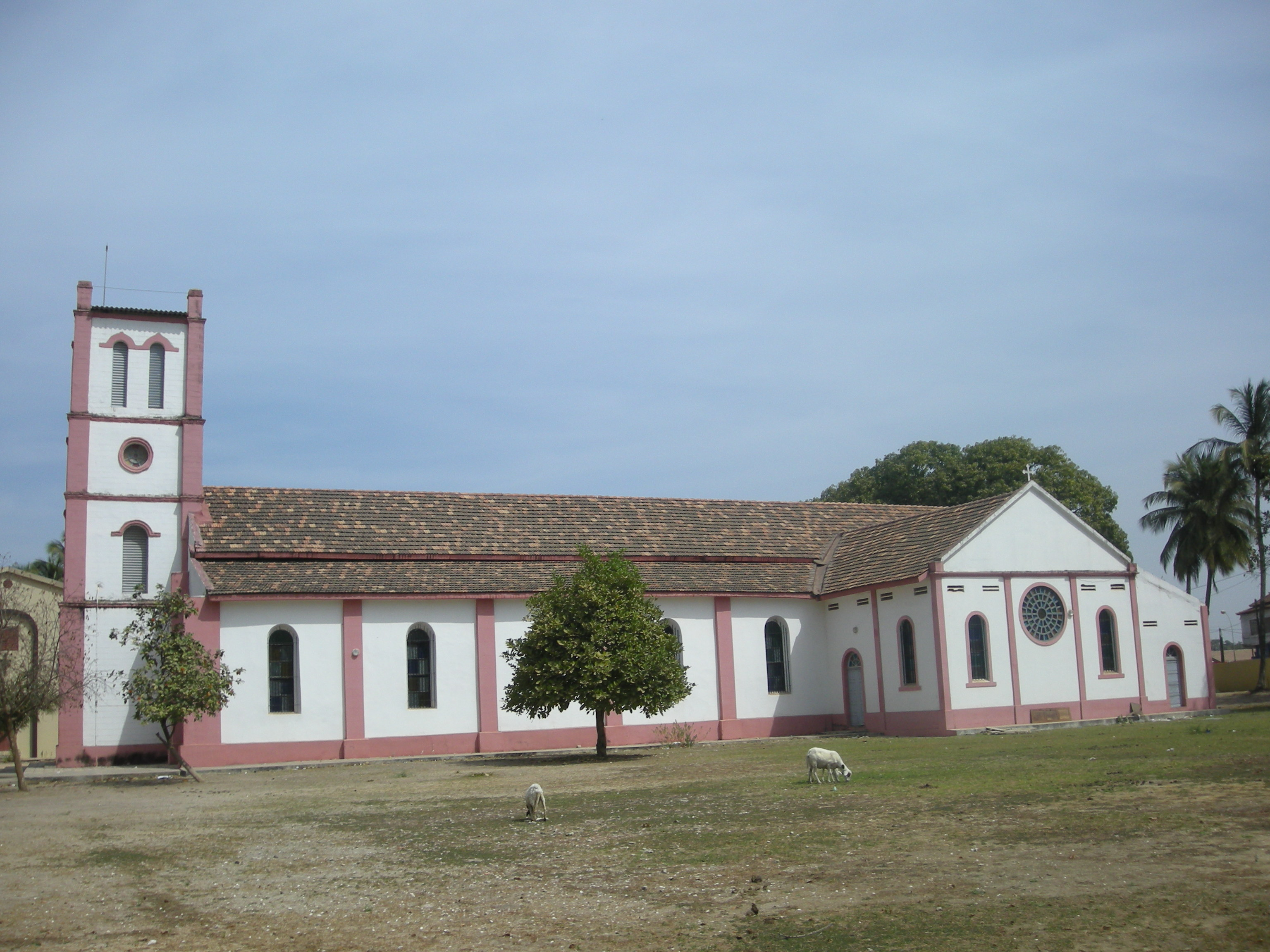
De kathedraal van Ziguinchor

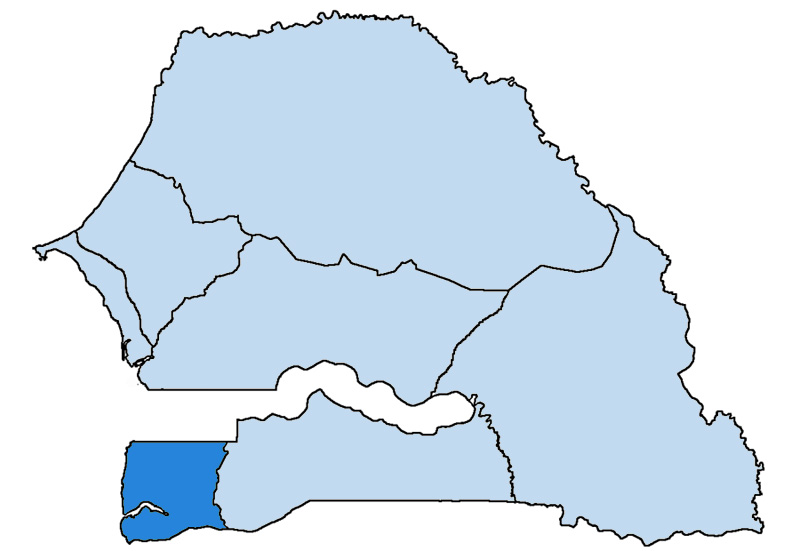
Het bisdom binnen Senegal

Het bisdom Ziguinchor (Latijn: Dioecesis Ziguinchorensis) is een rooms-katholiek bisdom met als zetel Ziguinchor in Senegal. Het is een suffragaan bisdom van het aartsbisdom Dakar. Het werd opgericht in 1955. Hoofdkerk is de Sint-Antonius van Paduakathedraal.
In 2020 telde het bisdom 30 parochies. Het bisdom heeft een oppervlakte van 7.339 km² en komt overeen met de regio Ziguinchor in het westen van Casamance. Het bisdom telde in 2020 627.220 inwoners waarvan 22,3% katholiek was.

## Geschiedenis
De eerste missionarissen in het gebied waren Portugezen. Rond 1854 werd het gebied toegewezen aan de spiritijnen.
In 1939 werd de apostolische prefectuur Ziguinchor opgericht met aan het hoofd de spiritijn Joseph Faye. In 1952 werd Ziguinchor een apostolisch vicariaat en in 1955 een bisdom.

## Bisschoppen
- Prosper Paul Dodds, C.S.Sp. (1955-1966)
- Augustin Sagna (1966-1995)
- Maixent Coly (1995-2010)
- Paul Abel Mamba Diatta (2012-2021)
- Jean-Baptiste Valter Manga (2024-)